# Milton Kraus
Milton Kraus (* 26. Juni 1866 in Kokomo, Indiana; † 18. November 1942 in Wabash, Indiana) war ein US-amerikanischer Politiker. Zwischen 1917 und 1923 vertrat er den Bundesstaat Indiana im US-Repräsentantenhaus.

## Werdegang
Milton Kraus besuchte die öffentlichen Schulen seiner Heimat. Nach einem anschließenden Jurastudium an der University of Michigan in Ann Arbor und seiner 1887 erfolgten Zulassung als Rechtsanwalt begann er in der Stadt Peru in diesem Beruf zu arbeiten. Während des Spanisch-Amerikanischen Krieges von 1898 stellte er eine Kompanie aus Kriegsfreiwilligen auf.
Politisch war Kraus Mitglied der Republikanischen Partei. Bei den Kongresswahlen des Jahres 1916 wurde er im elften Wahlbezirk von Indiana in das US-Repräsentantenhaus in Washington, D.C. gewählt, wo er am 4. März 1917 die Nachfolge des Demokraten George W. Rauch antrat. Nach zwei Wiederwahlen konnte er bis zum 3. März 1923 drei Legislaturperioden im Kongress absolvieren. In diese Zeit fiel der Erste Weltkrieg. In den Jahren 1919 und 1920 wurden der 18. und der 19. Verfassungszusatz ratifiziert. Dabei ging es um das Verbot des Handels mit alkoholischen Getränken und die bundesweite Einführung des Frauenwahlrechts.
Im Jahr 1922 unterlag Milton Kraus dem Demokraten Samuel E. Cook. Nach seinem Ausscheiden aus dem US-Repräsentantenhaus arbeitete er im Handwerk. Er starb am 18. November 1942 in Wabash und wurde in Peru beigesetzt.